# Back Against the Wall
Back Against the Wall es un álbum publicado en 2005 por el músico Billy Sherwood en colaboración con varios músicos de rock progresivo como un tributo al álbum The Wall de la agrupación británica Pink Floyd. Entre los músicos que colaboraron en la grabación del disco figuran Adrian Belew, Keith Emerson, Ian Anderson, Steve Morse, Ronnie Montrose y Steve Howe.

## Lista de canciones

### Disco 1
- In the Flesh? - 3:19
- The Thin Ice - 2:29
- Another Brick in the Wall Part I - 3:14
- The Happiest Days of Our Lives - 1:43
- Another Brick in the Wall Part II - 4:02
- Mother - 5:58
- Goodbye Blue Sky - 2:44
- Empty Spaces - 2:08
- Young List - 4:18
- One of My Turns - 3:35
- Don't Leave Me Now - 4:08
- Another Brick in the Wall Part III - 1:39
- Goodbye Cruel World - 1:00

### Disco 2
- Hey You - 4:43
- Is There Anybody Out There? - 2:39
- Nobody Home - 3:11
- Vera - 1:22
- Bring the Boys Back Home - 1:04
- Comfortably Numb - 6:51
- The Show Must Go On - 1:39
- In the Flesh - 4:19
- Run Like Hell - 5:09
- Waiting for the Worms - 3:59
- Stop - 0:33
- The Trial - 5:19
- Outside the Wall - 1:46